# JoJo’s Bizarre Adventure
JoJo’s Bizarre Adventure (jap. ジョジョの奇妙な冒険 JoJo no kimyō na bōken) – manga autorstwa Hirohiko Arakiego, publikowana na łamach tygodnika „Shūkan Shōnen Jump” wydawnictwa Shūeisha w latach 1987–2004. Następnie została przeniesiona do miesięcznika „Ultra Jump”, w którym ukazuje się od 2005 roku. Seria składa się z dziewięciu części, z których każda skupia się na nowym bohaterze noszącym przydomek „JoJo”. Publikacja najnowszej części, zatytułowanej The JoJoLands, rozpoczęła się w lutym 2023. Aktualnie jest to druga pod względem długości manga wydawnictwa Shūeisha, posiadająca łącznie 135 tomów i wciąż wydawana. Polski przekład ukazuje się nakładem wydawnictwa Japonica Polonica Fantastica.
13-odcinkowa seria OVA adaptująca trzecią część mangi Stardust Crusaders została wyprodukowana przez studio A.P.P.P. i była wydawana w latach 1993–2002. Studio to wyprodukowało także film anime adaptujący pierwszą część, Phantom Blood, który trafił do kin w Japonii w 2007 roku. W październiku 2012 rozpoczęła się emisja serialu anime produkowanego przez studio David Production, adaptującego części Phantom Blood i Battle Tendency. Do grudnia 2022 studio wyprodukowało pięć sezonów składających się łącznie z 190 odcinków, adaptujących fabułę aż do szóstej części mangi, Stone Ocean. Film live action oparty na czwartej części, Diamond Is Unbreakable, został wydany w Japonii w 2017 roku.
Seria znana jest ze swojego stylu artystycznego i charakterystycznych póz, częstych odniesień do zachodniej muzyki popularnej i mody oraz walk opartych na standach, fizycznych manifestacjach energii życiowej posiadających unikalne zdolności nadprzyrodzone. Do sierpnia 2023 rozeszła się w nakładzie ponad 120 milionów egzemplarzy, co czyni ją jedną z najlepiej sprzedających się mang w historii.

## Fabuła
Uniwersum JoJo’s Bizarre Adventure jest odzwierciedleniem prawdziwego świata, w którym niektórzy ludzie są w stanie przekształcić swoją wewnętrzną moc duchową w stand (jap. スタンド sutando); inną ważną formą energii jest hamon (jap. 波紋), technika sztuk walki, która pozwala użytkownikowi skupić energię ciała w promienie słoneczne poprzez kontrolowane oddychanie. Fabuła JoJo’s Bizarre Adventure podzielona jest na części, z których każda przedstawia niezależną historię i postacie. Każdy z protagonistów serii jest członkiem rodziny Joestarów, której główni potomkowie posiadają znamię w postaci gwiazdy na lewej łopatce oraz imię, które można skrócić do tytułowego „JoJo”. Pierwsze sześć części rozgrywa się w jednej linii czasowej, gdzie konflikt pokoleniowy wynika z rywalizacji między Jonathanem Joestarem a Dio Brando, natomiast trzy ostatnie rozgrywają się w alternatywnym wszechświecie, w którym drzewo genealogiczne Joestarów jest znacznie zmienione.
Część 1: Phantom Blood (jap. ファントムブラッド Fantomu buraddo)
Pod koniec XIX wieku w Anglii młody Jonathan Joestar, syn zamożnego właściciela ziemskiego, poznaje nowego przybranego brata, Dio Brando, który go nienawidzi i planuje przejąć jego pozycję jako spadkobiercy rodziny Joestarów. Gdy próby Dio zostają udaremnione, przemienia się on w wampira za pomocą starożytnej kamiennej maski i niszczy posiadłość Joestarów. Jonathan wyrusza w podróż, podczas której poznaje nowych sojuszników i opanowuje technikę sztuk walki zwaną hamonem, aby powstrzymać Dio, który teraz dąży do dominacji nad światem.
Część 2: Battle Tendency (jap. 戦闘潮流 Sentō chōryū)
W 1938 roku niemieccy badacze odkrywają trzy istoty zwane ludźmi z filaru – potężne humanoidy, które są odpowiedzialne za stworzenie kamiennej maski. Ludzie z filaru budzą się i uciekają w poszukiwaniu czerwonego kamienia Aja, który ma uczynić ich niezwyciężonymi istotami doskonałymi. Joseph Joestar, wnuk Jonathana, jednoczy się ze swoimi nowymi sojusznikami i opanowuje technikę hamonu, aby pokonać ludzi z filaru oraz ich przywódcę, Karsa.
Część 3: Stardust Crusaders (jap. スターダストクルセイダース Sutādasuto kuruseidāsu)
W 1989 roku Dio Brando, teraz znany jako „DIO”, budzi się po tym, jak jego trumna zostaje wyłowiona z oceanu. Ponieważ Dio przejął ciało Jonathana, u potomków Jonathana, w tym u Josepha, jego córki Holy Kujo i wnuka Jotaro Kujo, budzą się ich standy. Holy nie jest jednak w stanie kontrolować swojego standu, który zaczyna powoli ją zabijać. Jotaro, Joseph i ich sojusznicy wyruszają, aby pokonać Dio, zanim stand Holy pozbawi ją życia, walcząc po drodze z jego poplecznikami.
Część 4: Diamond Is Unbreakable (jap. ダイヤモンドは砕けない Daiyamondo wa kudakenai)
W 1999 roku rodzina Joestarów odkrywa, że Joseph ma nieślubnego syna, Josuke Higashikatę, który mieszka w fikcyjnym japońskim miasteczku Morioh. Podczas wizyty w Morioh, Jotaro dowiaduje się o mistycznym łuku i strzale, które obdarzają standami osoby, które zostały nimi trafione. W trakcie poszukiwań tych artefaktów, Josuke, Jotaro i ich sojusznicy stają się celem seryjnego mordercy Yoshikage Kiry i jego ojca Yoshihiro, którzy postrzegają ich jako zagrożenie dla spokoju i harmonii, której Kira tak bardzo pragnie.
Część 5: Golden Wind (jap. 黄金の風 Ōgon no kaze)
Giorno Giovanna jest synem Dio, poczętym, gdy wampir posiadał ciało Jonathana Joestara. W 2001 roku w Neapolu we Włoszech Giorno dąży do zostania szefem mafii, aby wyeliminować handlarzy narkotyków sprzedających towar dzieciom. Znajdując potężnego sprzymierzeńca w osobie Bruno Bucciaratiego, Giorno i drużyna Bucciaratiego buntują się przeciwko bossowi mafii, aby chronić jego córkę, Trish Unę, którą zamierza zabić, by ukryć swoją tożsamość.
Część 6: Stone Ocean (jap. ストーンオーシャン Sutōn ōshan)
W 2011 roku, w pobliżu Port St. Lucie na Florydzie, córka Jotaro Kujo, Jolyne Cujoh, zostaje wrobiona w morderstwo i trafia do więzienia. Współpracuje z różnymi sprzymierzeńcami, aby odnaleźć osobę odpowiedzialną za jej oskarżenie: kapelana więziennego Enrico Pucciego, lojalistę Dio, który dąży do stworzenia nowego wszechświata ukształtowanego zgodnie z wolą nieżyjącego już wampira.
Część 7: Steel Ball Run (jap. スティール・ボール・ラン Sutīru bōru ran)
W 1890 roku w alternatywnym wszechświecie prezydent Stanów Zjednoczonych, Funny Valentine, organizuje wyścig konny przez cały kraj, oferując nagrodę w wysokości 50 milionów dolarów dla zwycięzcy. Valentine w tajemnicy planuje wykorzystać wyścig, aby zebrać rozproszone części świętego ciała do swoich nacjonalistycznych celów. Zawodnicy Gyro Zeppeli i Johnny Joestar odkrywają intrygę Valentine’a i muszą bronić się zarówno przed innymi uczestnikami wyścigu, jak i wynajętymi zabójcami.
Część 8: JoJolion (jap. ジョジョリオン JoJorion)
W 2011 roku, w tym samym uniwersum co Steel Ball Run, miasteczko Morioh zostaje zniszczone przez trzęsienie ziemi w Tōhoku. Miejscowa studentka, Yasuho Hirose, znajduje pod gruzami młodego mężczyznę z amnezją i oddaje go pod opiekę rodziny Higashikata, która nadaje mu przydomek „Josuke”. Podczas gdy Josuke próbuje odkryć tajemnicę swojej przeszłości, musi także stawić czoła lokalnemu syndykatowi przestępczemu, składającemu się z nieludzkich istot zwanych skalnymi ludźmi, których przywódca, Toru, pragnie wykorzystać tajemniczy owoc Locacaca, aby wznieść się na szczyt społeczeństwa.
Część 9: The JoJoLands (jap. ザ・ジョジョランズ Za JoJoranzu)
W dzisiejszych czasach rodzeństwo Jodio i Dragona Joestar zajmuje się nielegalną działalnością na wyspie Oʻahu na Hawajach, aby zapewnić swojej matce opiekę i ochronę. Dołączają do nich kleptoman Paco Laburantes oraz podejrzany Usagi Alohaoe, wspólnie planując kradzież diamentu od bogatego japońskiego turysty, jednak ich plan zostaje pokrzyżowany, gdy grupa odkrywa coś jeszcze cenniejszego.

## Produkcja

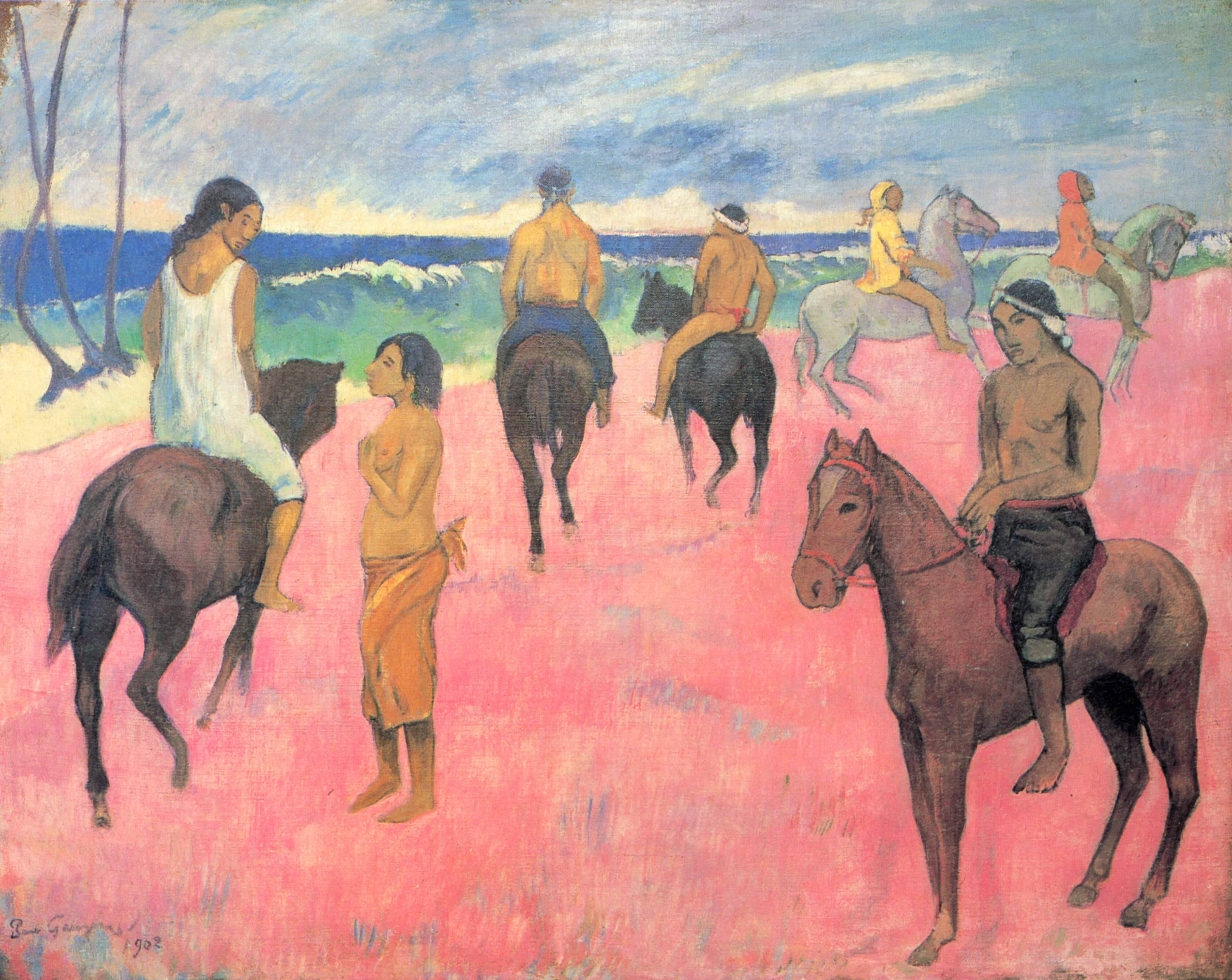
Araki czerpie inspirację ze sztuki zachodniej, takiej jak dzieła Paula Gauguina, co dało mu pomysł na wykorzystanie w swojej twórczości niezwykłej kolorystyki.

Araki, tworząc JoJo’s Bizarre Adventure, chciał użyć klasycznej metody jako podstawy, zanim wprowadził nowoczesne elementy. Na przykład często rysuje w realistycznym stylu, ale używa surrealistycznych kolorów. Dążąc do wiernego przedstawienia duchów, Araki udał się nad rzekę Kappa w Tōno, aby lepiej zrozumieć ten koncept. Stwierdził, że inspiruje się sztuką lat 80., zachodnimi technikami cieniowania oraz malarstwem klasycznym; koloryzacja mangi opiera się bardziej na kalkulacjach niż na konsekwencji, a jako źródło inspiracji Araki wymienia artystów, takich jak Paul Gauguin. Głównym tematem mangi uczynił tajemnicę, która fascynowała go od dzieciństwa. Ponadto chciał eksplorować motywy supermocy i energii, co zaowocowało koncepcjami takimi jak hamon i standy. Powiedział, że nadprzyrodzony charakter walk w jego serii wyrównuje szanse, pozwalając kobietom i dzieciom mierzyć się ze silnymi mężczyznami. Podczas tworzenia Stardust Crusaders Araki inspirował się grami fabularnymi przy projektowaniu zdolności postaci. Budując pokoleniową historię, często rozmyślał o śmierci i dziedzictwie, jakie ludzie pozostawiają swoim potomkom, zwłaszcza po śmierci swojego dziadka. Inspiracje czerpał z powieści Korzenie oraz Na wschód od Edenu. Skupił się na Korzeniach ze względu na ich fabułę opartą na rodzinie, a ideę splątanych losów i rywalizacji między dwiema rodzinami zaczerpnął z Na wschód od Edenu. Cenił historie, które zostały dobrze przyjęte mimo zmiany głównego bohatera, co wpłynęło na decyzję Arakiego o uśmierceniu Jonathana Joestara i napisaniu pokoleniowej sagi, w której „duch” Jonathana przechodzi na jego potomków.
Postacie nie miały modeli, z wyjątkiem Jotaro Kujo, który był wzorowany na Clincie Eastwoodzie. Araki stwierdził, że w każdej części chciał stworzyć głównego bohatera o innym charakterze; na przykład Jonathan Joestar z części pierwszej był poważnym i prawym człowiekiem, podczas gdy Joseph Joestar z części drugiej był szachrajem. Mimo że ich osobowości są różne, obaj mają fizyczne podobieństwo, aby zachować pewną ciągłość, ponieważ w latach 80. niespotykane było, by główny bohater serii publikowanej w „Shūkan Shōnen Jump” umierał. Skupienie Arakiego na rodzinie Joestarów miało na celu wywołanie poczucia dumy oraz ukazanie cudowności i tajemnicy otaczających ich ród.
Araki początkowo zamierzał stworzyć serię jako trylogię, której finałowa konfrontacja miała odbyć się we współczesnej Japonii. Nie chciał jednak, aby trzecia część opierała się na popularnym wówczas w „Shūkan Shōnen Jump” motywie turnieju, więc zdecydował się uczynić ją „filmem drogi” inspirowanym powieścią W 80 dni dookoła świata. W części czwartej Araki odszedł od postaci „muskularnych mężczyzn”, ponieważ przestali być popularni wśród czytelników, a on sam chciał skupić się bardziej na modzie. Projektując stroje, uwzględniał zarówno codzienne trendy, jak i „kreskówkowe, dziwaczne ubrania, które byłyby niepraktyczne w rzeczywistości”. W części szóstej Araki po raz pierwszy stworzył główną bohaterkę, co stanowiło dla niego wyzwanie, ale także było interesujące ze względu na ludzkie cechy, które mógł jej nadać. Wymienił również postać drugoplanową z części drugiej, Lisę Lisę, jako świeżą i „niespotykaną” zarówno w mandze, jak i w społeczeństwie tamtych czasów, przyznając, że ekscytujące było rzucenie wyzwania oczekiwaniom ludzi dzięki wprowadzeniu wojowniczki. Araki nie planował stworzenia postaci niepełnosprawnej, ale wyjaśnił, że paraplegia Johnny’ego Joestara z części siódmej była naturalnym efektem chęci przedstawienia bohatera, który mógłby rozwijać się zarówno fizycznie, jak i psychicznie, podczas wyścigu, w którym „byłby zmuszony polegać nie tylko na innych ludziach, ale również na koniach”.

## Manga

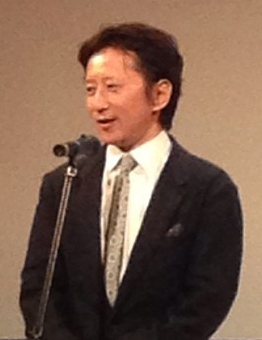
Hirohiko Araki, autor JoJo’s Bizarre Adventure

Pierwszy rozdział mangi ukazał się w tygodniku „Shūkan Shōnen Jump” w połączonym numerze 1–2 z 1987 roku, wydanym przez wydawnictwo Shūeisha 1 stycznia 1987. Seria podzielona jest na dziewięć wątków fabularnych, z których każdy śledzi losy nowego protagonisty noszącego przydomek „JoJo”. Pierwsza część, zatytułowana Phantom Blood, była publikowana do 26 października 1987 i została zebrana w 5 tomach tankōbon. Druga część, Battle Tendency, była wydawana od 2 listopada 1987 do 27 marca 1989 i obejmuje 7 tomów. Trzecia część, Stardust Crusaders, była serializowana od 3 marca 1989 do 27 kwietnia 1992 i liczy łącznie 16 tomów. Czwarta część, Diamond Is Unbreakable, była publikowana od 4 maja 1992 do 4 grudnia 1995, a jej rozdziały zebrano w 18 tomach; po niej nastąpiła piąta część, Golden Wind, która ukazywała się od 11 grudnia 1995 do 5 kwietnia 1999 i liczy 17 tomów.
Po tomie 63 (ostatnim tomie Golden Wind), numeracja tankōbonów dla każdej kolejnej części zaczyna się od nowa. Szósta część, Stone Ocean, była publikowana od 7 grudnia 1999 do 8 kwietnia 2003 i liczy łącznie 17 tomów. Pierwsze 23 rozdziały siódmej części, Steel Ball Run, opublikowano na łamach magazynu „Shūkan Shōnen Jump” między 19 stycznia a 16 października 2004, jednak później seria została przeniesiona do miesięcznika „Ultra Jump”, w którym ukazywała się od 19 marca 2005 do 19 kwietnia 2011 i została zebrana w 24 tomach. Ósmą część, JoJolion, serializowano od 19 maja 2011 do 19 sierpnia 2021, a jej rozdziały zebrano w 27 tomach. W wydaniu Ultra Jump z września 2021, Araki stwierdził w notatkach autora, że dziewiąta część serii, tymczasowo zatytułowana JoJoLands, a ostatecznie nazwana The JoJoLands, rozpocznie się po krótkiej przerwie. Pierwszy jej rozdział ukazał się 19 lutego 2023.
Między 2002 a 2009 rokiem pierwsze sześć części serii wydano ponownie w formacie bunkoban. Steel Ball Run zostało opublikowane w tym formacie w latach 2017–2018. Seria omnibusów w formacie sōshūhen, odtwarzająca pierwsze cztery części w formie, w jakiej pierwotnie ukazały się w „Shūkan Shōnen Jump” (w tym kolorowe strony, teksty promocyjne i zapowiedzi następnych rozdziałów), była publikowana w latach 2012–2016. Od 2012 roku pierwsze osiem części serii zostało zdigitalizowanych i pokolorowanych, a następnie udostępnionych na smartfony i tablety pod marką „JOJO-D”.
W Polsce licencję na wydanie mangi w formacie bunkoban zakupiło wydawnictwo Japonica Polonica Fantastica.
| Tytuł                                                                        | Protagonista                                                    | Publikacja | Publikacja | Tomów |
| Tytuł                                                                        | Protagonista                                                    | Japonia    | Polska     | Tomów |
| ---------------------------------------------------------------------------- | --------------------------------------------------------------- | ---------- | ---------- | ----- |
| Phantom Blood (jap. ファントムブラッド Fantomu buraddo)                      | Jonathan Joestar (jap. ジョナサン・ジョースター Jonasan Jōsutā) | 1987–1988  | 2020       | 5     |
| Battle Tendency (jap. 戦闘潮流 Sentō chōryū)                                 | Joseph Joestar (jap. ジョセフ・ジョースター Josefu Jōsutā)      | 1988–1989  | 2021       | 7     |
| Stardust Crusaders (jap. スターダストクルセイダース Sutādasuto kuruseidāsu)  | Jotaro Kujo (jap. 空条 承太郎 Kūjō Jōtarō)                      | 1989–1992  | 2021–2023  | 17    |
| Diamond Is Unbreakable (jap. ダイヤモンドは砕けない Daiyamondo wa kudakenai) | Josuke Higashikata (jap. 東方 仗助 Higashikata Jōsuke)          | 1992–1995  | od 2024    | 18    |
| Golden Wind (jap. 黄金の風 Ōgon no kaze)                                     | Giorno Giovanna (jap. ジョルノ・ジョバァーナ Joruno Jobāna)     | 1995–1999  | –          | 17    |
| Stone Ocean (jap. ストーンオーシャン Sutōn ōshan)                            | Jolyne Cujoh (jap. 空条 徐倫 Kūjō Jorīn)                        | 1999–2003  | –          | 17    |
| Steel Ball Run (jap. スティール・ボール・ラン Sutīru bōru ran)               | Johnny Joestar (jap. ジョ二ィ・ジョースター Joni Jōsutā)        | 2003–2011  | –          | 24    |
| JoJolion (jap. ジョジョリオン JoJorion)                                      | Josuke Higashikata (jap. 東方 仗助 Higashikata Jōsuke)          | 2011–2021  | –          | 27    |
| The JoJoLands (jap. ザ・ジョジョランズ Za JoJoranzu)                         | Jodio Joestar (jap. ジョディオ・ジョースター Jodio Jōsutā)      | od 2023    | –          | 4     |

### Spin-offy
Araki jest również autorem kilku spin-offów z serii JoJo’s Bizarre Adventure. Pierwszy z nich, zatytułowany „Zange-shitsu”, został opublikowany 7 lipca 1997 jako one-shot w magazynie „Shūkan Shōnen Jump”. Przedstawia on postać Rohana Kishibe z części czwartej i jest pierwszą historią z serii Thus Spoke Kishibe Rohan. Trzyrozdziałowa manga, Deadman’s Q, która skupia się na antagoniście Yoshikage Kirze z Diamond Is Unbreakable, ukazała się w magazynie „Allman” w 1999 roku. Obie historie zostały później opublikowane w zbiorze one-shotów Arakiego, Shikei shikkōchū datsugoku shinkōchū, wydanym 19 listopada 1999.
One-shot Oingo to Boingo kyōdai daibōken, opowiadający o braciach Oingo Boingo ze Stardust Crusaders, ukazał się 1 października 2002. Został narysowany w stylu standu Boingo, Tohth, komiksu przepowiadającego przyszłość. Między styczniem 2008 a lutym 2018 opublikowano sześć rozdziałów Thus Spoke Rohan Kishibe w różnych magazynach. 19 listopada 2013 ukazał się pierwszy tom tankōbon, który zbierał historie: „Zange-shitsu”, „Mutsukabe-zaka”, „Fugō-mura”, „Mitsuryō kaigan” oraz „Kishibe Rohan Gucchi e iku”. Historia „Mochizuki-ke no otsukimi” została opublikowana online 22 września 2014 podczas debiutu magazynu internetowego „Shōnen Jump+”. Drugi tankōbon, zbierający tę opowieść oraz rozdziały „Getsuyōbi tenki – Ame”, „D·N·A” i „The Run”, ukazał się 19 lipca 2018.
W 2009 roku Araki stworzył w pełni kolorową mangę zatytułowaną Kishibe Rohan Louvre e iku. Była ona wystawiana w Luwrze jako część wystawy Le Louvre invite la bande dessinée od 22 stycznia do 13 kwietnia 2009. Historia ta została ponownie opublikowana w magazynie „Ultra Jump” między 19 marca a 19 maja 2010.
We wrześniowym numerze „Ultra Jump” z 2021 roku ogłoszono, że JoJo’s Bizarre Adventure otrzyma spin-off, napisany przez Kōheia Kadono i zilustrowany przez autora No Guns Life, Tasuku Karasumę. Manga, zatytułowana, JoJo no kimyō na bōken: Crazy Diamond no akuryō-teki shitsuren, ukazywała się w magazynie „Ultra Jump” od 18 grudnia 2021 do 19 maja 2023. Historia skupia się na Hol Horsie i Josuke Higashikacie w Morioh i rozgrywa się pomiędzy wydarzeniami ze Stardust Crusaders a Diamond is Unbreakable.

## Anime

### Studio A.P.P.P.
13-odcinkowa seria OVA na podstawie trzeciej części mangi, Stardust Crusaders, została wyprodukowana przez studio A.P.P.P.. Pierwsze 6 odcinków, rozpoczynających się w połowie fabuły, wydano na VHS i Laserdisc w latach 1993–1994 przez Pony Canyon. W latach 2000–2002 Klock Worx wydało serię na DVD i VHS, zaczynając od siedmiu nowo wyprodukowanych odcinków, będących prequelem adaptującym początek historii.
Studio A.P.P.P. wyprodukowało również pełnometrażowy film kinowy, zatytułowany JoJo no kimyō na bōken: Phantom Blood, który stanowi adaptację pierwszej części mangi. Premiera w japońskich kinach odbyła się 17 lutego 2007.

### David Production
5 lipca 2012 na konferencji prasowej z okazji 25-lecia serii oraz promującej nadchodzącą wystawę Hirohiko Arakiego, zostało powiedziane, że adaptacja anime jest w trakcie produkcji i ukaże się w październiku tego samego roku. W sierpniowym wydaniu magazynu Ultra Jump zostały umieszczone ilustracje promocyjne przedstawiające Jonathana Joestara i Dio Brando, a we wrześniu ujawniono, że za produkcję odpowiadać będzie studio David Production. 26-odcinkowa seria, obejmująca wątki Phantom Blood i Battle Tendency, była emitowana co tydzień na kanale Tokyo MX od 6 października 2012 do 6 kwietnia 2013.
Choć powstanie drugiego sezonu było już sugerowane w scenie po napisach finałowego odcinka, oficjalne ogłoszenie adaptacji Stardust Crusaders miało miejsce w październiku 2013. Seria ta była emitowana na antenie Tokyo MX w dwóch częściach, po 24 odcinki każda: pierwsza od 5 kwietnia do 13 września 2014, a druga, nosząca podtytuł Battle in Egypt, od 10 stycznia do 20 czerwca 2015. Podczas emisji w japońskiej telewizji ocenzurowano sceny palenia przez nieletnich, nakładając na nie czarne cienie.
Na wydarzeniu poświęconym anime w październiku 2015 ogłoszono trzeci sezon adaptujący czwartą część mangi, Diamond Is Unbreakable. Jego emisja rozpoczęła się 2 kwietnia i zakończyła 24 grudnia 2016, licząc 39 odcinków.
Czwarty sezon anime, adaptujący piątą część mangi, Golden Wind, ogłoszono podczas wystawy prac Arakiego w czerwcu 2018. Pierwszy odcinek zadebiutował na Anime Expo 7 lipca, a sezon obejmujący 39 odcinków emitowano od 5 października 2018 do 28 lipca 2019.
Podczas wydarzenia JOESTAR the Inherited Soul 4 kwietnia 2021, oficjalnie zapowiedziano adaptację szóstej części mangi, Stone Ocean. W przeciwieństwie do poprzednich sezonów, miała ona swoją premierę na całym świecie na platformie Netflix. Została podzielona na trzy części: pierwsza ukazała się 1 grudnia 2021, druga 1 września 2022, a trzecia, ostatnia, 1 grudnia tego samego roku. Emisja w japońskiej telewizji rozpoczęła się natomiast w styczniu 2022.
W Polsce prawa do streamingu wszystkich sezonów anime posiada Netflix.

## Light novel
| Tytuł | Autor                              | Data wydania      | ISBN                   |
| --- | ---------------------------------- | ----------------- | ---------------------- |
| JoJo no kimyō na bōken (jap. ジョジョの奇妙な冒険)                                                                   | Mayori Sekijima, Hiroshi Yamaguchi | 4 listopada 1993  | ISBN 978-4-08-703015-0 |
| JoJo no kimyō na bōken II: Golden Heart/Golden Ring (jap. ジョジョの奇妙な冒険II ゴールデンハート／ゴールデンリング) | Miya Shotaro, Gichi Otsuka         | 30 maja 2001      | ISBN 978-4-08-703103-4 |
| The Book: JoJo’s Bizarre Adventure 4th Another Day                                                                   | Otsuichi                           | 26 listopada 2007 | ISBN 978-4-08-780476-8 |
| Hajishirazu no Purple Haze: JoJo no kimyō na bōken yori (jap. 恥知らずのパープルヘイズ ージョジョの奇妙な冒険よりー) | Kouhei Kadono                      | 16 września 2011  | ISBN 978-4-08-780616-8 |
| JoJo’s Bizarre Adventure: Over Heaven                                                                                | Nisio Isin                         | 16 grudnia 2011   | ISBN 978-4-08-780630-4 |
| Jorge Joestar (jap. ジョージ・ジョースター Jōji Jōsutā)                                                              | Otaro Maijo                        | 19 września 2012  | ISBN 978-4-08-780650-2 |
| Crazy Diamond no akuryō-teki shitsuren (jap. クレイジーDの悪霊的失恋)                                                | Kouhei Kadono                      | 19 czerwca 2023   | ISBN 978-4-08-790118-4 |
| JoJo no kimyō na bōken: Mugen no ō (jap. ジョジョの奇妙な冒険 無限の王)                                              | Junjo Shindo                       | 18 kwietnia 2024  | ISBN 978-4-08-790166-5 |

## Gry komputerowe
Na podstawie serii JoJo’s Bizarre Adventure powstały liczne gry komputerowe. Pierwsza gra o tym samym tytule, z gatunku RPG, oparta na części trzeciej, Stardust Crusaders, została wydana w 1993 roku na konsolę Super Famicom.
W 1998 roku firma Capcom wydała drugą grę, także o tytule JoJo’s Bizarre Adventure, będącą bijatyką w stylu arcade, również opartą na trzeciej części mangi. Rok później zaktualizowana wersja gry, zatytułowana JoJo’s Bizarre Adventure: Heritage for the Future, została wydana na konsole PlayStation i Dreamcast. W sierpniu 2012 stworzono nową wersję gry w jakości HD, dostępną na PlayStation Network i Xbox Live Arcade.
Trzecia gra Capcomu, zatytułowana GioGio’s Bizarre Adventure, oparta była na piątej części mangi, Golden Wind, i została wydana na konsolę PlayStation 2 w 2002 roku.
Komputerowa gra przygodowa, zatytułowana JoJo’s Bizarre Adventure: Phantom Blood, ukazała się 26 października 2006 na konsolę PlayStation 2. Fabuła opiera się na pierwszej części mangi, Phantom Blood. Produkcję gry nadzorował osobiście sam twórca mangi, aby zapewnić jej zgodność z oryginałem. Premiera gry zbiegła się z 25-leciem kariery Hirohiko Arakiego i zawierała dodatkowy dysk, poświęcony 20-leciu JoJo’s Bizarre Adventure.
5 lipca 2012, na konferencji prasowej z okazji 25-lecia JoJo’s Bizarre Adventure, Araki ogłosił premierę gry JoJo’s Bizarre Adventure: All Star Battle, stworzonej przez firmę CyberConnect2 na konsolę PlayStation 3. Gra została wydana w Japonii 29 sierpnia 2013, a wiosną 2014 w Europie i USA. Fabuła gry obejmuje wątki z ośmiu części mangi. Produkcja zdobyła nagrodę Japan Game Awards, uzyskując 500 000 zamówień przedpremierowych. Producent firmy Bandai Namco, Noriaki Niino, podziękował fanom JoJo, dzięki którym gra stała się tak popularna.
Druga gra od CyberConnect2, JoJo’s Bizarre Adventure: Eyes of Heaven, została wydana przez Bandai Namco Entertainment na konsole PlayStation 3 i PlayStation 4. W Japonii gra ukazała się 17 grudnia 2015, w Stanach Zjednoczonych 28 czerwca 2016, a w Europie 1 lipca 2016. Przed premierą twórcy obiecali wyeliminować mikropłatności, które były problemem w grze All Star Battle. Magazyn Famitsū przyznał grze ocenę wynoszącą 34/40 punktów.
W 2014 roku na systemy Android i iOS wydano pierwszą grę mobilną opartą na serii, zatytułowaną JoJo’s Bizarre Adventure: Stardust Shooters. Produkcja jest grą drużynową, w której dwie grupy przeciwników walczą turowo.
Druga gra na urządzenia mobilne, zatytułowana JoJo’s Bizarre Adventure: Diamond Records, została wydana 20 lutego 2017. W grze tej gracz porusza się po trójwymiarowym otwartym świecie i toczy walki z różnymi przeciwnikami. Gra zawiera postacie z pierwszych czterech części mangi.

## Film live action
W 2016 roku ogłoszono, że wytwórnie Tōhō i Warner Bros. nawiązały współpracę przy produkcji filmu aktorskiego opartego na części Diamond Is Unbreakable. Film wyreżyserował Takashi Miike, a w roli Josuke występuje Kento Yamazaki. Premiera w japońskich kinach odbyła się 4 sierpnia 2017. Obydwa studia planowały ogólnoświatową dystrybucję i liczyły na stworzenie kontynuacji, jednak produkcja osiągnęła słabe wyniki w box office.

## Odbiór

### Sprzedaż
Do grudnia 2016 manga rozeszła się w nakładzie ponad 100 milionów egzemplarzy, a do sierpnia 2023 liczba ta przekroczyła 120 milionów. Jest to jedna z najlepiej sprzedających się serii w historii magazynu „Shūkan Shōnen Jump”. Pierwszy tom JoJolionu był drugą najlepiej sprzedającą się mangą w tygodniu debiutu, drugi tom osiągnął trzecie miejsce, a trzeci tom ponownie drugie. Wszystkie trzy tomy znalazły się w czołówce najlepiej sprzedających się mang 2012 roku. Wszystkie trzy tomy angielskiego wydania Phantom Blood znalazły się w pierwszej dwójce listy mangowych bestsellerów The New York Timesa. Według ICv2, JoJo’s Bizarre Adventure było ósmą najlepiej sprzedającą się mangą w Stanach Zjednoczonych w czwartym kwartale 2021 roku (wrzesień–grudzień).

### Opinie i krytyka

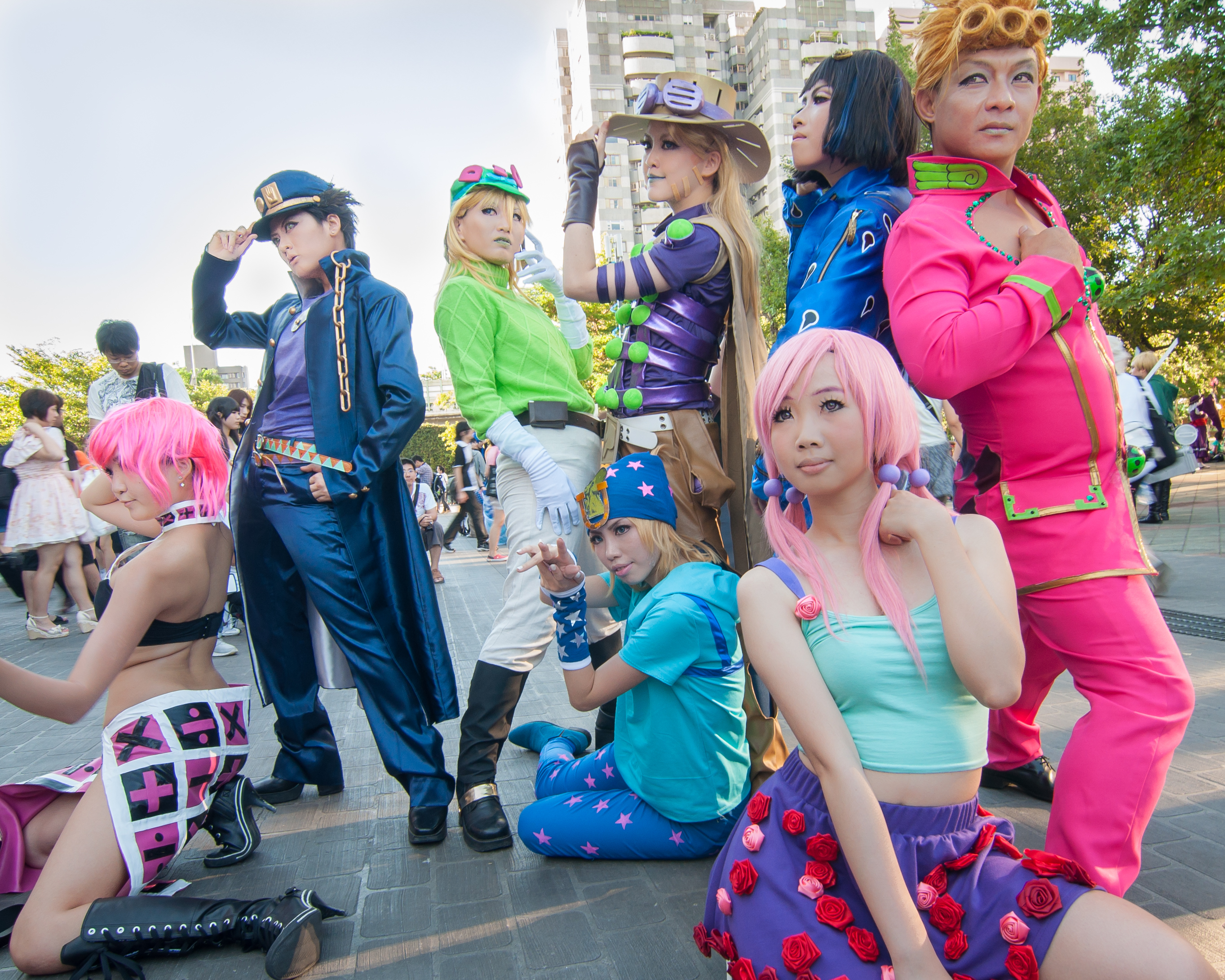
Cosplayerzy postaci z serii

IGN nazwało JoJo’s Bizarre Adventure „lekturą obowiązkową”, określając kreskę mianem „standardu praktycznie niespotykanego w większości obecnie produkowanych mang”. Joseph Luster z Otaku USA uznał serię za „zabawną jak diabli” i zauważył, że początek nie jest pełen akcji jak większość mang publikowanych w „Shūkan Shōnen Jump”, lecz raczej przypomina napięcie znane z horrorów i thrillerów. Rebecca Silverman z Anime News Network napisała, że pierwszy tom „łączy opowieść o walce z solidnym zapleczem emocjonalnym i na pewno doda czytelnikowi odwagi”. Dio opisała jako świetnego złoczyńcę, którego można z przyjemnością nienawidzić. Skrytykowała jednak anatomię postaci, zauważając, że „ciała często przyjmują niemożliwe do osiągnięcia pozy”. Cole Watson z Comics & Gaming Magazine również mocno pochwalił Dio, określając go jako najważniejszą postać w pierwszej części, i stwierdził, że jego wzrok był przyklejony do strony za każdym razem, gdy Dio się pojawiał. Opisał go jako „dosłowne uosobienie szatana w formie mangi”. Watson przyznał Phantom Blood ocenę 7,5/10, pisząc, że mimo iż jest tam wiele do podziwiania, część ta głównie służy jako historia pochodzenia Dio, a niektóre momenty są „przeraźliwie powolne”.
Silverman opisała część drugą jako „mniej naglącą” niż część 1, co pozwala na więcej humoru i szaleństwa, a jednocześnie umożliwia czytelnikowi przywiązanie się do postaci. Pozytywnie oceniła wyraźne różnice między protagonistą Josephem a Jonathanem z części pierwszej. Napisała jednak, że kreska Arakiego stała się jeszcze bardziej „fizycznie nieprawdopodobna”, co utrudnia odróżnienie części ciała.
W recenzji Stardust Crusaders, Silverman przyznała, że cieszy ją możliwość zobaczenia Josepha z części 2 współpracującego z nowym protagonistą Jotaro, i była pod wrażeniem, że Araki całkowicie wykluczył Dio z części 2, by przywrócić go dopiero w części trzeciej. Początkowo uznała zastąpienie hamonu standami za zarówno zrozumiałe, jak i nieco rozczarowujące, ponieważ „szalone zdolności fizyczne i wygibasy” wynikające z hamonu były dużym źródłem zabawy w pierwszych dwóch częściach. Mimo to, w kolejnych recenzjach Silverman opisała późniejsze walki standów jako ekscytujące i pomysłowe.
Silverman i Faye Hopper zrecenzowały wspólnie pierwszy tom Diamond Is Unbreakable dla portalu Anime News Network. Silverman oceniła początek jako wolniejszy i nie tak wciągający od razu jak wcześniejsze części, jednak uznała, że pozwala to na rozwój Josuke, którego ona i Hopper opisały jako bardziej życzliwego niż wcześniejsi bohaterowie. Hopper stwierdziła, że Diamond Is Unbreakable bywa krytykowane za „brak wyraźnej osi narracyjnej” w porównaniu do innych części, ale argumentowała, że jest to jedna z jego największych zalet, gdyż pozwala głównym bohaterom po prostu istnieć, nadając im sympatyczną ludzką naturę, jakiej przesadzone archetypy z pierwszych trzech części nigdy nie miały.
Steven Blackburn ze Screen Rant i Jordan Richards z AIPT Comics określili Golden Wind jako powiew świeżości dla serii JoJo’s Bizarre Adventure, ze względu na odejście od podstawowej formuły i skupienie się na Giorno, synu złoczyńcy Dio Brando, który pragnie zbudować reputację i stworzyć przestępcze imperium. Jenni Lada z Siliconera również chwaliła protagonistę, zauważając, że pierwszy tom części piątej pokazuje, jak sprawnie Araki potrafi szybko zaangażować czytelnika w postać i fabułę. Napisała, że przedstawiając czytelnikom przeszłość głównego bohatera i dając wgląd w to, kim jest obecnie, Araki podkreśla, dlaczego jest on tak interesujący; „Poznajemy jego marzenie i widzimy, jak stawia swoje pierwsze kroki ku jego realizacji”. Mimo że Richards uznał drugoplanowe postacie za zapadające w pamięć, stwierdził, że są one niedopracowane w pierwszym tomie, ale mają potencjał na rozwój.

### Wyróżnienia
Podczas 10. edycji Japan Media Arts Festival w 2006 roku japońscy fani wybrali JoJo’s Bizarre Adventure jako drugą najlepszą mangę mang wszech czasów. W 2009 roku seria zajęła 10. miejsce w ankiecie Oriconu na temat mang, które ludzie chcieliby zobaczyć w wersji live-action. W poradniku Kono manga ga sugoi! (edycja 2013 roku) JoJolion zajął 12. miejsce na liście najlepszych mang dla czytelników płci męskiej. JoJolion zdobył również główną nagrodę na Japan Media Arts Festival w 2013 roku. W listopadzie 2014 czytelnicy magazynu Da Vinci uznali JoJo’s Bizarre Adventure za piątą najlepszą mangę w historii czasopisma „Shūkan Shōnen Jump”. W plebiscycie Manga sōsenkyo 2021 zorganizowanym przez stację TV Asahi, w którym wzięło udział 150 000 głosujących, JoJo’s Bizarre Adventure zajęło 10. miejsce na liście 100 najlepszych mang.

### Kontrowersje
W maju 2008 roku zarówno wydawnictwo Shūeisha, jak i studio A.P.P.P. wstrzymały wysyłkę mangi i OVA JoJo's Bizarre Adventure po złożeniu skargi online przez anonimowych egipskich fundamentalistów islamskich. Dotyczyła ona sceny z jednego z odcinków OVA, w której Dio czyta książkę zawierającą fragmenty Koranu. Decyzja o wycofaniu dotknęła także wydań w języku angielskim, co spowodowało, że wydawnictwa Viz Media i Shūeisha zaprzestały publikacji na rok. Chociaż sama manga nie zawierała tej sceny, japoński wydawca poprosił Arakiego o przerysowanie kadrów, w których postacie walczą na dachach meczetów lub niszczą je. Viz Media wznowiło publikację rok później, a jedenasty tom ukazał się 7 kwietnia 2009. Jason Thompson uwzględnił zmiany wprowadzone przez Shūeishę w swoim zestawieniu największych porażek cenzorskich w mandze.